# Lovington (Illinois)
Pour les articles homonymes, voir Lovington (homonymie).
Lovington est un village situé au nord du comté de Moultrie dans l'Illinois, aux États-Unis,. Il est incorporé le 29 juin 1894.

## Démographie
Lors du recensement de 2010, le village comptait une population de 1 130 habitants. Elle est estimée, en 2016, à 1 092 habitants.

### Source de la traduction
- (en) Cet article est partiellement ou en totalité issu de l’article de Wikipédia en anglais intitulé « Lovington, Illinois » (voir la liste des auteurs).